# Театри Львова
У Львові діє 9 професійних театрів:
- опери та балету,
- драматичний імені Марії Заньковецької,
- драматичний імені Леся Курбаса,
- драматичний імені Лесі Українки,
- «Воскресіння»,
- «І люди, і ляльки»,
- Перший театр
- Львівський театр ляльок,
- Львівський Авторський Драматичний Театр «ScenA8»,
- Львівський професійний Вільний театр «ОКО»,
- 6 театрів-студій
- цирк.

Місто є значним осередком театрального життя — щороку тут проходять два театральні фестивалі: «Золотий лев», найбільший театральний фестиваль країни, та «Драбина», один з найбільших в Україні міжнародних фестивалів експериментального театру, що, зазвичай, відбувається у листопаді. З 2010 року у Львові проходиться Фестиваль сучасної драматургії "Драма.UA", який відслідковує та презентує сучасні тенденції української та європейської драматургії. Щороку, в жовтні, у місті проходить театралізований карнавал. На великі свята відбуваються вуличні вистави на ходулях та вогняні шоу. Раз у два роки у Львові відбувається Міжнародний фестиваль лялькових театрів «Золотий Телесик» (заснований 2005 року, організатор — Львівський обласний театр ляльок) та Міжнародний благодійний фестиваль казок «KAZ.KAR.» (раніше «KAZKOVYY KARNAVAL»), (заснований 2006 року Львівським обласним благодійним фондом "ТОРБА" за ініціативи українського митця Андрія Сендецького, організатор фестивалю - Центр Культурно-Мистецьких Ініціатив та ТЕАТР «СПІРОГРАФ».

## Історія

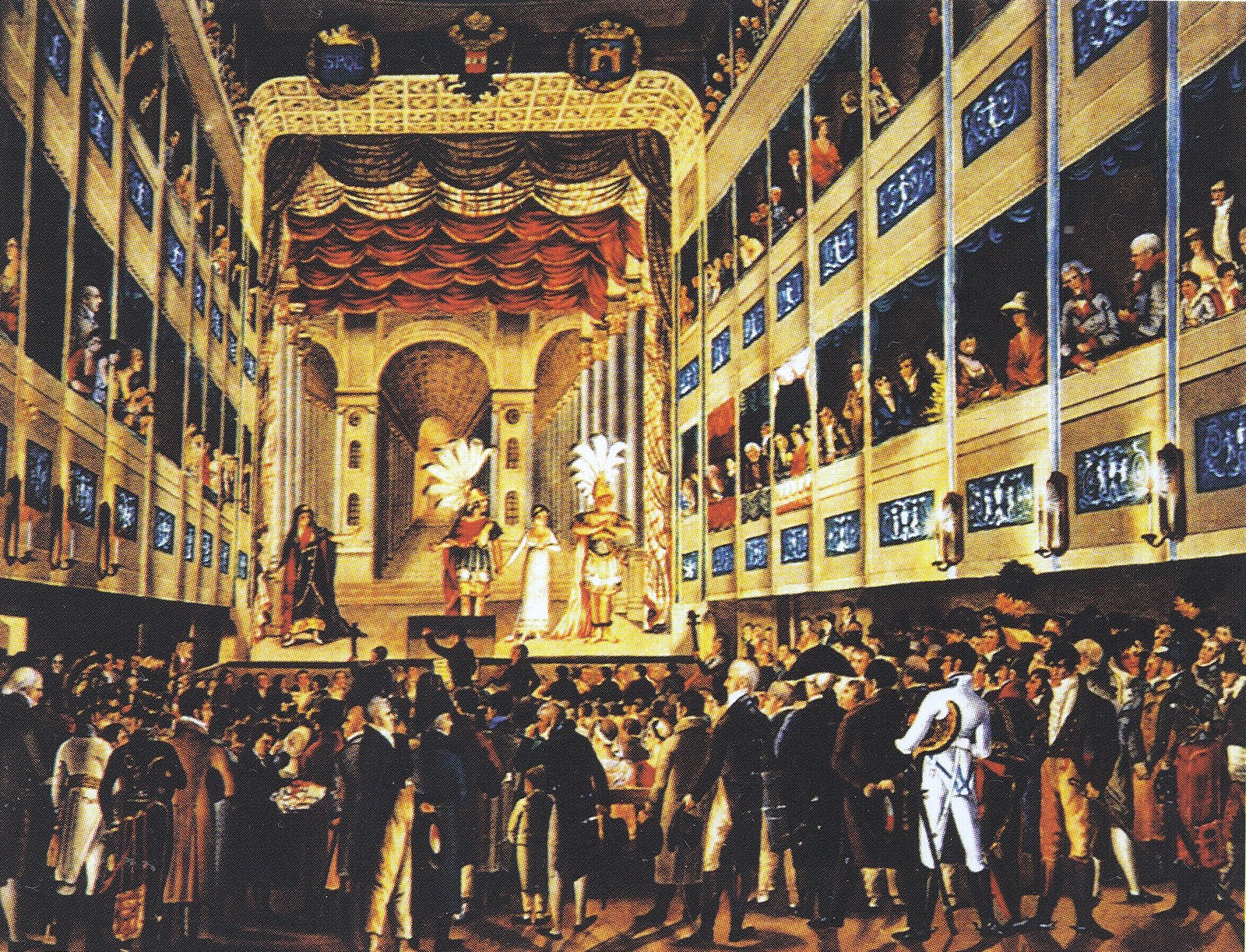
Ф. К. Герстенбергер. Спектакль П. Корнеля «Медея» в колишньому францисканському костелі. 1805 рік

Перші львівські театри виникли при колегіумі єзуїтів, Греко-слов'янській школі (ставропігійного братства) та Вірменському колегіумі (школі вірменської діаспори Львова). Варто зазначити, що у той період (XVII століття) в Україні загалом театри були представлені пересувними вертепами — аматорськими трупами, що виступали на возах, заробляючи на життя гастролями. Отож можна припустити, що до Львова вони також заїжджали.
Перший львівський професійний театр був відкритий у 1795 році. Так, у 1792 році підприємець Г. Булла придбав занедбаний Костел Святого Хреста монастиря францисканців, а за три роки організував у ньому театр. Там було 36 лож на двох ярусах, 114 крісел і по 200 місць у партері та на гальорці. В партері стояли, тільки перед сценою було кілька крісел для глядачів. Освітлювали приміщення підвішені світильники, з яких скапувала олія. Вхід у театр був з сучасного проспекту Свободи.
Вистави грали польською та німецькою мовами. У 1798—1799 роках тут виступав знаменитий польський актор, «батько польського театру» В. Богуславський. Остання вистава відбулася 18 березня 1842 року, а після відкриття театру Скарбека Старий театр, як його тоді називали, був перетворений у концертний зал.

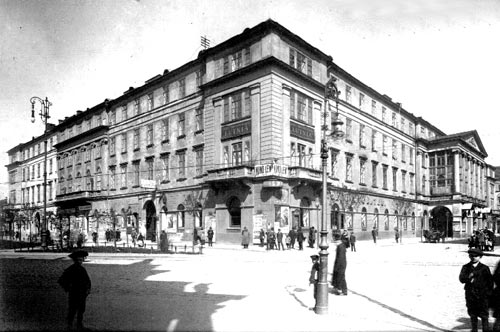
Театр імені Марії Заньковецької

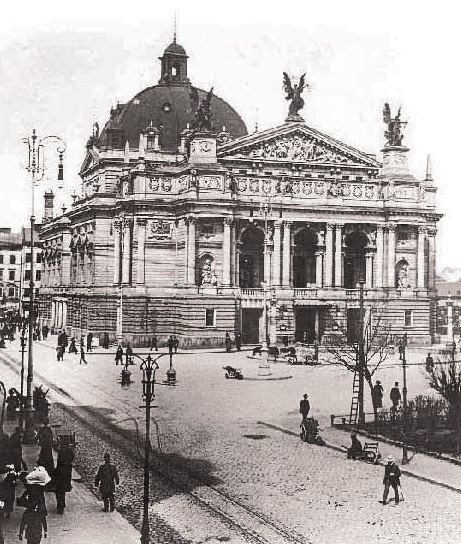
Львівська опера. 1908 рік

У 1833 році граф Австро-Угорщини Станіслав Скарбек розпочав будівництво нового театру для Львова власним коштом. В театральній будівлі планувалося розташувати готель на 300 номерів, крамниці, кав'ярні, помешкання для акторів. Під час будівництва у вологий ґрунт було вбито 16 000 дубових паль. Зараз саме завдяки їм будівля театру є найдорожчим будинком у Львові. 28 березня 1842 року (за 10 днів після останньої вистави у Старому театрі) комедією польського драматурга Олександра Фредра було урочисто відкрито Новий міський театр. Це — одна із найбільших у Європі театральних будівель, що поступалася (на момент відкриття) лише спорудам міланського «Ла Скала» та придворного театру у Дрездені. А незабаром граф Скарбек отримав привілей на його утримання строком на 50 років.
У 1892 році закінчився термін скарбеківського привілею, тому міська влада вирішила побудувати новий театр. Його будівництво розпочалось у червні в 1897 році за проектом архітектора Зигмунта Горголевського. Його відкрили 4 жовтня 1900 р. прем'єрою лірико-драматичної опери «Янек» В. Желенського — про життя карпатських верховинців. У 1921 була поставлена перша балетна вистава — «Лебедине озеро» П. Чайковського. Театр працював до 1934 року, коли був закритий через фінансову скруту. 
1908 року архітектор Кароль Ріхтман-Рудневський розробив проект театру, що мав розміщуватись у поєзуїтському саду (тепер парк ім. Івана Франка). Передбачалось створити сучасну споруду з каменю, металу і скла з розсувним дахом. На першому поверсі заплановано крамниці і кав'ярні. Кошторис становив 2 мільйони крон. Консорціум з будівництва театру звернувся до магістрату з проханням надати землю в оренду на 50 років із подальшим переходом театру у власність міста. Проект так і не було реалізовано.
У часі Другої світової війни львівський оперний театр працював, сезон 1941-42 років був відкритий оперою «Запорожець за Дунаєм», пізніше ставились опери переважно італійських та німецьких композиторів. У грудні 1939 року із входженням Західної України до складу СРСР Великий міський театр було перейменовано на Львівський державний театр опери та балету з підпорядкуванням його Міністерству культури України. Реорганізовано оркестр, хор, балетну трупу.
За часів приналежності Львова до Союзу РСР у місті було відкрито ряд нових театрів, як то Обласний театр ляльок чи Театр ПрикВО (сьогодні — Муніципальний). Наприкінці 1980-х — початку 1990-х у місті почали з'являтися театри студії, як-то «І люди, і ляльки»,у 2005 році «СПІРОГРАФ». У 1989 році вперше було проведено театральний фестиваль «Золотий лев». З 2004 у Львові проводиться Міжнародний театральний фестиваль «Драбина» - один з найбільший форумів альтернативного і експериментального театру в Україні. Львів стає одним з осередків розвитку сучасної драматургії. З 2010 р. тут проводить Фестиваль сучасної драматургії «Драма.UA». 2006 року Львівський обласний благодійний фонд "ТОРБА" заснував Міжнародний благодійний фестиваль казок "KAZ.KAR." (раніше KAZKOVYY KARNAVAL), який регулярно об'єднує шанувальників казки, візуалізаторів професіоналів та аматорів усього світу, в напрямку театрального, образотворчого, декоративного, музичного, літературного мистецтва, анімації і тд.